# Mirada de las mil yardas

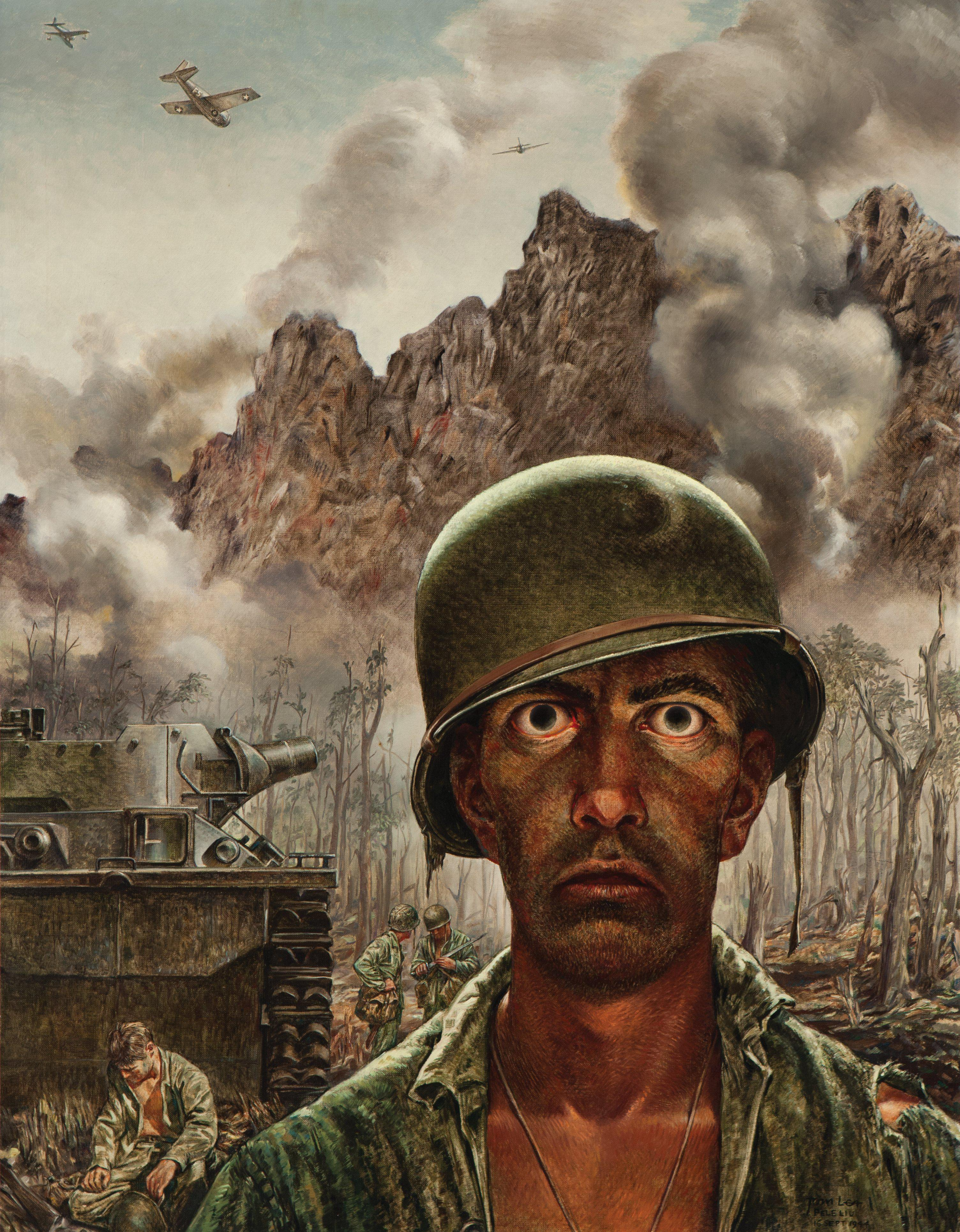
Retrato del artista bélico Thomas Lea's, The 2000 Yard Stare

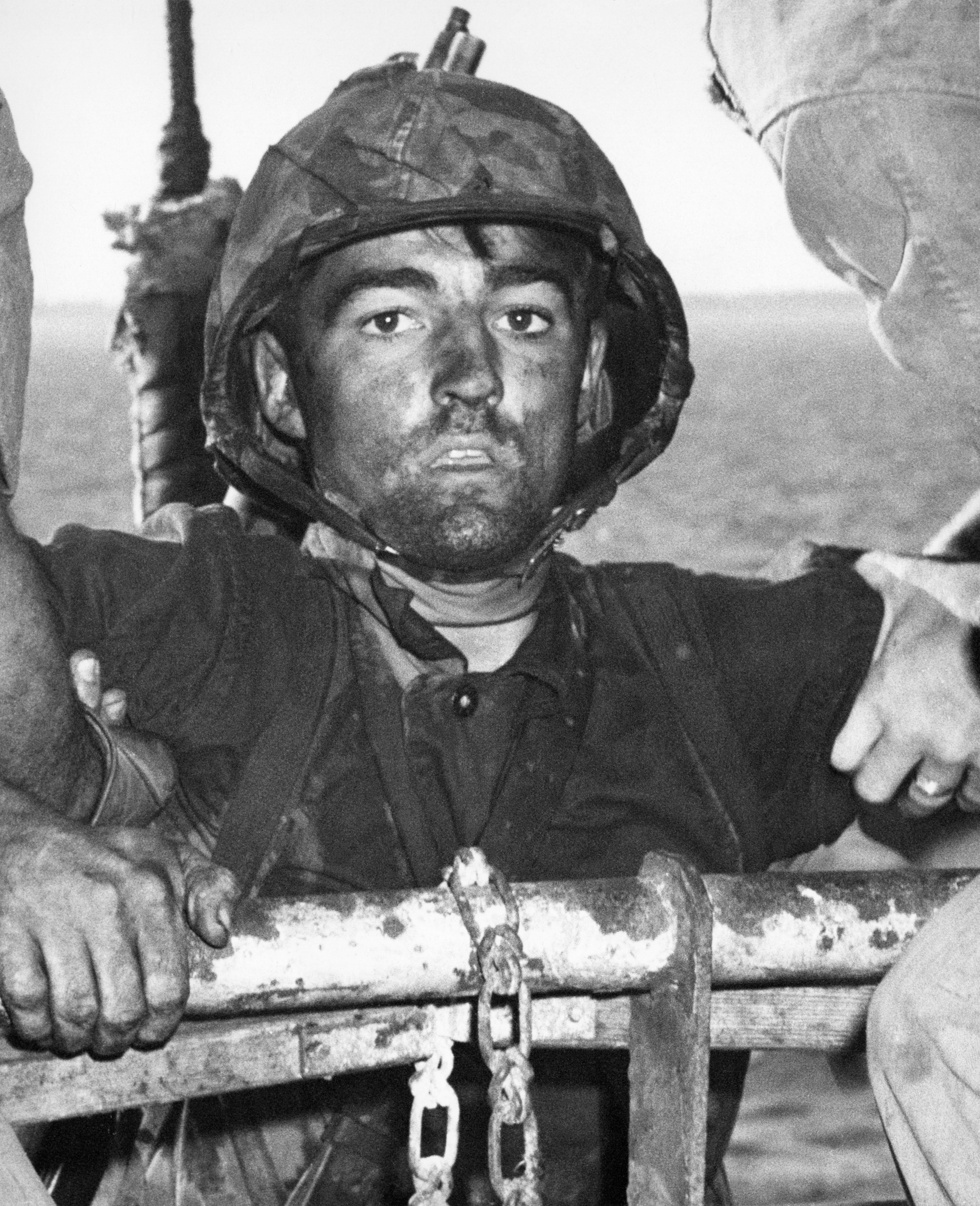
Un marine muestra la faz característica, después de dos días de combate intensivo en la batalla de Eniwetok.

La mirada de las mil yardas (del inglés thousand-yard stare) es una frase usada para describir una mirada inerte, perpleja y desenfocada de un soldado o persona que vivió "un infierno en vida". La mirada de las mil yardas es característica del trastorno de estrés postraumático (TEPT).
La mirada abatida es un síntoma típico de víctimas que han sucumbido a experiencias traumáticas, por la disociación de la misma. La frase proviene de la obra del artista bélico Thomas Lea, The 2000 Yard Stare, que representa la verídica condición sufrida por un marine estadounidense durante la Batalla de Peleliu. Es un síntoma de angustia psicológica grave que puede ocurrir en cualquier circunstancia y no es aplicable sólo a los soldados o el contexto militar.

## Origen
La frase se popularizó después de que la revista Life publicó la pintura Marines Call It That 2,000 Yard Stare, del artista y corresponsal de la Segunda Guerra Mundial Thomas C. Lea III, aunque la pintura no se menciona con ese título en el artículo de la revista de 1945. La pintura, un retrato de 1944 de un infante de marina sin nombre en la batalla de Peleliu, ahora se encuentra en el Centro de Historia Militar del Ejército de los Estados Unidos en Fort Lesley J. McNair, Washington D. C. Acerca del infante de marina de la vida real que fue su sujeto, Lea dijo:

Dejó los Estados Unidos hace 31 meses. Fue herido en su primera campaña. Ha tenido enfermedades tropicales. Duerme a medias por la noche y saca a los japoneses de los agujeros todo el día. Dos tercios de su compañía han resultado muertos o heridos. Volverá a atacar esta mañana. ¿Cuánto puede soportar un ser humano?

Al relatar su llegada a Vietnam en 1965, el entonces cabo Joe Houle (director del Museo del Cuerpo de Marines de las Carolinas en 2002) dijo que no veía emoción en los ojos de su nuevo escuadrón: "La mirada en sus ojos era como si la vida fuera succionada de ello", aprendiendo más tarde que el término para su condición era "la mirada de 1,000 yardas". "Después de perder a mi primer amigo, sentí que era mejor estar enajenado", explicó.